# Abdullah Bakhashab
Abdullah Bakhashab, né le 26 septembre 1968, est un pilote de rallyes saoudien.

## Biographie
Abdullah Bakhashab débute en compétition automobile en 1991, et concourt en WRC de 1998 (débutant au Portugal) à 2001 (terminant en Australie), sur Toyota Celica, puis Toyota Corolla.
Il est 6e au classement général du rallye de Grèce en 2000, après avoir été 8e en 1999.
Il termine également 6e du rallye de Pologne en ERC, en 2001.

## Palmarès
| Année | Titre                                                   | Véhicule                |
| ----- | ------------------------------------------------------- | ----------------------- |
| 1995  | Champion du Moyen-Orient FIA des Rallyes                | Ford Escort RS Cosworth |
| 2000  | 2e de la Coupe des équipes privées WRC (FIA Teams' Cup) | Toyota Corolla WRC      |

(5e du championnat du Moyen-Orient en 2002)

## Victoires
3 en MORC, dont:
- Rallye de Jordanie: 1995;
- Rallye du Liban: 1996 (2e en 1997; 3e en 2001).